# Moppemolen
De Moppemolen is een grondzeiler nabij Rijpwetering, in de gemeente Kaag en Braassem, in de Nederlandse provincie Zuid-Holland. De molen is in 1752 gebouwd ten behoeve van de bemaling van de Veender- en Lijkerpolder buiten bedijking en ter vervanging van een wipmolen, die een jaar eerder afbrandde. De herkomst van de naam "Moppemolen" is onbekend. De molen heeft een scheprad met een diameter van 5,30. De opvoerhoogte bedraagt 0,8 m. Bij de aanleg van de hogesnelheidslijn is een duiker aangebracht om te voorkomen dat de aanvoer, die via een ca. 4 km lange sloot loopt, zou worden onderbroken. Hierdoor kan de Moppemolen maalvaardig blijven.